# 志摩市阿児アリーナ
志摩市阿児アリーナ（しましあごアリーナ）は、三重県志摩市にあるホール。一般に「阿児アリーナ」と呼称される。
鳥羽志摩で第一の施設と設備を持ち、ホールとしてだけでなく、体育館としても機能する。
また隣接して志摩市立図書館、阿児ふるさと公園がある。

## 概要
旧阿児町が「阿児文化公園事業計画」のシンボル的施設として建設した。同町はこの施設を「研修・文化棟を併設する多目的体育館」と位置付けていた。
- 休館日：火曜日（祝日の場合は翌日）、年末年始
- 開館時間：9：00 - 21：30
- 建築面積：4,784.99m2

## 施設
オーシャンホール
阿児アリーナのメインホール。床面積は1009.2m2。収容人数は1,700人（うち2階固定席は468席）。
- バスケットボール（1面）、フットサル（1面）、バレーボール（2面）、バドミントン（4面）、卓球（卓球台：14台）に利用可[3]。
- 放送設備・舞台・舞台照明・更衣室あり[3]。

ベイホール
サブホールに相当する。床面積は363.02m2。収容人数は512人（全席電動収納椅子）。
- 放送設備・照明あり[4]。

志摩市市民活動支援センター『あすぱ〜る』
志摩市まちづくり基本条例（平成20年6月30日志摩市条例第22号）に掲げられている「市民主体のまちづくり」の実現を支援するために設置された。愛称の「あすぱ〜る」は一般公募により決定し、「あす」は明日（未来）とus（わたしたち）をかけたもの、「ぱ〜る」は志摩市の特産品である真珠（pearl）に由来する。
その他の設備
- 管理室
- 健康相談室
- 事務室
- 体育指導室
- 控室（4室）
- ミーティングルーム
- 料理教室
- 和室（休憩室）

## 沿革
- 1991年（平成3年）3月31日 - 完成[1]。
- 2006年（平成18年）11月8日 - 第48回自然公園大会のオープニングセレモニーが常陸宮正仁親王・正仁親王妃華子臨席の下、挙行される[6]。
- 2007年（平成19年）10月20日 - 第13回ええじゃんかまつりを開催[7]。以降、毎年祭り会場となる。
- 2009年（平成21年）8月1日〜8月2日 - 第33回全国高等学校総合文化祭囲碁部門を開催[8]。
- 2011年（平成23年）5月21日・5月22日 - 第1回伊勢志摩ツーデーウオークのメイン会場となる[9]。
- 2012年（平成24年）
  - 4月1日 - 志摩ロータリークラブの主催で音楽と芸術の文化交流祭を開催[10]。
  - 8月22日 - 宮城県と三重県の中学生が被災体験や防災を語る「子ども防災サミット」を開催[11]。
- 2014年（平成26年）4月20日 - 『NHKのど自慢』を開催[12]。ゲストは橋幸夫、秋元順子[12]。
- 2016年（平成28年）1月12日〜6月30日 - 第42回先進国首脳会議（伊勢志摩サミット）による警備のため休館[13]。
- 2017年（平成29年）7月1日〜2018年（平成30年）3月31日 - 老朽化に伴い、全館利用停止の上、大規模改修工事を実施[14]。壁・床の張り替えと照明の発光ダイオード（LED）化が行われた[15]。事業費は約9億2千万円[15]。
- 2019年（平成31年）4月24日 - 志摩市立図書館改修工事のため、館内に図書コーナーを設置[16]。
- 2021年（令和3年） - 開業30周年。
- 2023年（令和5年）8月12日 - 志摩市出身の小鳥遊るいが所属するアイドルグループ『＃ババババンビ』のコンサート「＃ババババンビ 三重へ!おいないな」が開催される[17]。

## 主な開催行事
- 鳥羽志摩中学校体育連盟卓球大会[1]
- 鳥羽志摩児童生徒作品展[1]
- 志摩市美術展
- 成人式（1月）[1]
- 志摩市消防出初式（1月）[18][19]
- ええじゃんかまつり（10月）[7]

## 交通
- 近鉄志摩線鵜方駅より徒歩20分（約1,300m）[20]。
- 三重交通バス阿児アリーナバス停よりすぐ。
- 国道167号阿児文化公園前交差点より約300m[20]。
  - 駐車場あり（一般車210台、バス3台）[20]

## 周辺
- 志摩市立図書館
- 志摩市立文岡中学校
- 阿児ショッピングセンター（イオン阿児店）
- 志摩自動車学校